# (5431) Maxinehelin
(5431) Maxinehelin est un astéroïde de la ceinture principale.

## Description
(5431) Maxinehelin est un astéroïde de la ceinture principale. Il fut découvert le 19 juin 1988 à l'observatoire Palomar par Eleanor Francis Helin. Il présente une orbite caractérisée par un demi-grand axe de 2,33 UA, une excentricité de 0,25 et une inclinaison de 23,3° par rapport à l'écliptique.

## Compléments